# Caligula japonica
Caligula japonica (Molia de mătase mare japoneză) este o specie de molie din familia Saturniidae. Este întâlnită în Asia de Est, incluzând China, Coreea, Japonia și Rusia.

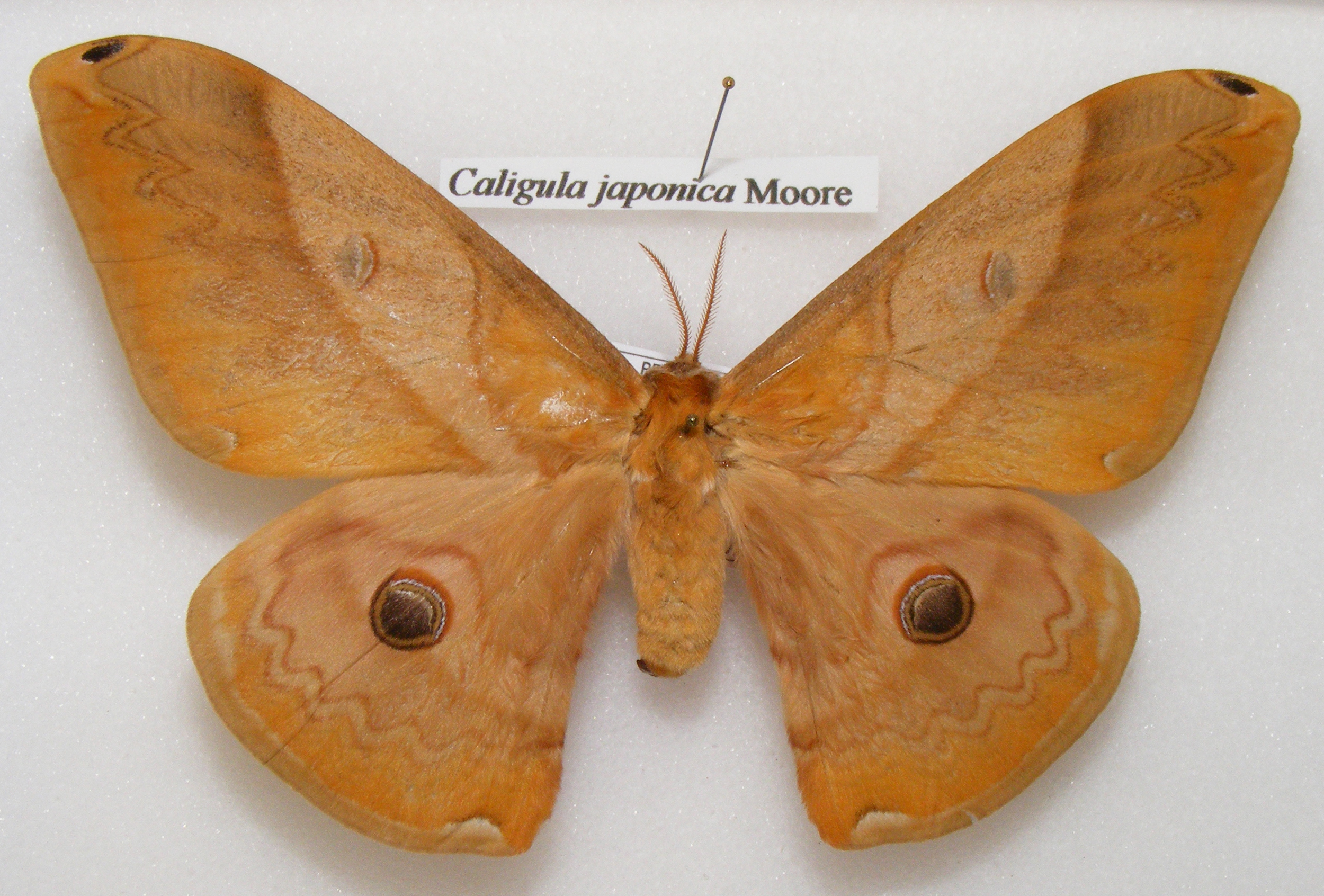
Femelă

Larvele au ca principală sursă de hrană specii de Salix, Fagus, Quercus și Juglans.

## Subspecii
- C. japonica japonica
- C. japonica arisana (Shiraki, 1913)
- C. japonica ryukyuensis (Inoue, 1984)